# Ballarina (sabata)
|  | No s'ha de confondre amb Sabatilla de ballet. |

Ballarines en una botiga de sabates

Una ballarina és una sabata femenina tancada i de punta arrodonida, sovint plana, que de vegades té un taló molt prim o bé no en té cap.
És una sabata inspirada de les ballarines que utilitzen les ballarines de dansa clàssica.

## Història
L'any 1932 Jacob Bloch, originari d'Austràlia, crea a Londres un obrador de confecció de sabates de dansa millorada, que anomena més endavant, en francès, « ballerines ». La seva passió per l'òpera, i el seu sentiment de l'observació el condueixen a la confecció d'una sabata ja confortable per als ballarins. El terme « ballerine », que data dels voltants del  XVI, designa a l'origen una ballarina professional de ballet.
Quinze anys més tard, Rose Repetto decideix de millorar altra vegada les sabates de dansa, per al seu fill Roland Petit. Inventa doncs una nova tècnica de confecció consistent a cosir la sivella de la sabata al revés, que es desenvoluparà més endavant. A París, la popularitat del seu fill crea un autèntic entusiasme entorn d'aquests sabates qui s'estendrà més tard a tots els estils de dansa.
René Caty, l'obrador de sabates de luxe del qual era implantat a Rumans, imagina una utilització ja corrent de la ballerine dansa i la comercialitzà per al públic general i al començament dels anys 1950 certs famosos del cinema van popularitzar aquest accessori a partir de l'any 1956, en què esdevé realment una « sabata de ciutat », com Brigitte Bardot al film I Déu.. creà la dona i la seva ballarina « Cendrillon » de fabricació Repetto, o Audrey Hepburn amb les seves sabates de ballet de mini-taló de marca Ferragamo.
Les sabates de ball es desenvolupen més i més i esdevenen ineludibles en el camp de la moda: Chanel i la seva ballarina bicolor, però igualment la marca Repetto que esdevé un símbol arreu del món, així com la marca Lanvin a poc a poc.

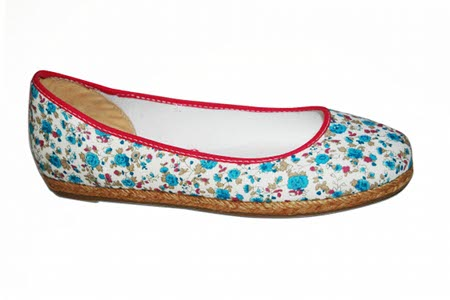
Una ballarina liberty

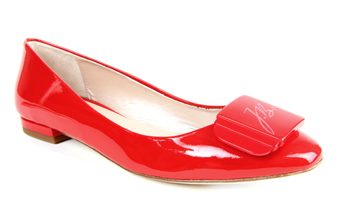
Una ballarina de pell de cabra envernissada

Després d'haver estat abandonades durant una vintena d'anys, ha revifat la passió de les dones per la ballarina a la primeria del S. XXI. Han tornat a ser populars per a qualsevol ocasió entre les nenes i dones de totes les edats. N'hi ha per remenar i per triar: n'hi ha de totes les matèries, de totes colors i en totes les gammes de preu. Avui en dia les sabates de ballet són alhora còmodes i estètiques.